# آتاکاتی
آتاکاتی (به لاتین: Atakati) یک منطقهٔ مسکونی در بنگلادش است که در ناحیه پتوکالی واقع شده‌است.